# I'm Here
Singles de Yuna Itō
Losin'
(2006) Mahaloha
(2007)
Singles par Reira starring Yuna Ito
Truth
(2006)
I'm Here est le 7e single de Yuna Itō sorti sous le label Studioseven Recordings le 14 mars 2007 au Japon. Il atteint la 15e place du classement de l'Oricon. Il se vend à 12 485 exemplaires la première semaine, et reste classé pendant 9 semaines, pour un total de 36 634 exemplaires vendus.
I'm Here a été utilisé comme thème musical pour le film Unfair: The Movie. I'm Here se trouve sur l'album Wish et sur la compilation Love.

## Liste des titres
| 1. | I'm Here                | Noguchi Kei  | Hara Kazuhiro       | 4:41 |
| 2. | Reason Why              | Hukano Kaoru | Koichi Tsutaya, URU | 4:37 |
| 3. | Faith -Teardance Remix- |              | Kazuto Ookawa       | 5:46 |
| 4. | I'm Here (Instrumental) |              |                     | 4:40 |